# Њижни Чај
Њижни Чај (слч. Nižný Čaj) насељено је мјесто са административним статусом сеоске општине (слч. obec) у округу Кошице-околина, у Кошичком крају, Словачка Република.

## Становништво
| Година:    | 1994. | 2004.    | 2014.   | 2024.   |
| ---------- | ----- | -------- | ------- | ------- |
| Број људи: | 247   | 272      | 275     | 288     |
| Разлика:   |       | +10,12 % | +1,10 % | +4,72 % |

| Година:    | 2023. | 2024. |
| ---------- | ----- | ----- |
| Број људи: | 288   | 288   |
| Разлика:   |       | +0 %  |

Према подацима о броју становника из 2011. године насеље је имало 272 становника.